# Avant l'aube (film, 2013)
Pour les articles homonymes, voir Avant l'aube et Aube.
Ne doit pas être confondu avec Avant l'aube (film, 2011).
Pour plus de détails, voir Fiche technique et Distribution.
Avant l'aube (விடியும் முன்) est un thriller indien, réalisé par Balaji K. Kumar, sorti en 2013.
Le film raconte l'histoire d'une prostituée qui tente de sauver une jeune fille de douze ans des griffes de la prostitution.

## Synopsis
Rekha (Pooja Umashankar), prostituée usée par son métier et par la vie, prend sous son aile protectrice la jeune Nandhini (Malavika Manikuttan), âgée de douze ans, pour la sortir de la rue. Poursuivies par quatre malfrats, leur fuite est une odyssée aux confins de la brutalité et de l’hypocrisie des réseaux du sexe.

## Fiche technique
Sauf indication contraire, les informations mentionnées dans cette section peuvent être confirmées par la base de données cinématographiques IMDb,  présente dans la section « Liens externes ».
- Titre : Avant l'aube
- Titre original : விடியும் முன் (Vidiyum Munn)
- Réalisation : Balaji K. Kumar
- Scénario : Balaji K. Kumar
- Dialogues : Abraham Prabu, Mithran Saravanan, Balaji K. Kumar
- Direction artistique : Edward Kalaimani
- Costumes : Jaya Lakshmi
- Son : Jaya Lakshmi
- Photographie : Sivakumar Vijayan
- Montage : Sathyaraj Natarajan
- Musique : Girishh Gopalakrishnan
- Paroles : Girishh Gopalakrishnan
- Production : Javed Khayum
- Société de production : Khayum Studios
- Sociétés de distribution : Night Ed Films, PVR Cinema
- Budget de production : 50 000 000 ₹
- Pays d'origine :  Inde
- Langues : Tamoul
- Format : Couleurs - 2,35:1 - DTS / Dolby Digital / SDDS - 35 mm
- Genre : Action, thriller
- Durée : 129 minutes
- Dates de sorties en salles :
  -  France : 30 avril 2014
  -  Inde : 29 novembre 2013

## Distribution
- Pooja Umashankar : Rekha
- Malavika Manikuttan : Nandhini
- Vinod Kishan : Chinniah
- Lakshmy Ramakrishnan: Devanayagi
- John Vijay : Lankesh
- R. Amarendran : Saloon Singaram
- Muthukumar : Mani
- Ruben : Albert

## Autour du film
- Le réalisateur Balaji K. Kumar a mis six semaines pour achever l'écriture du scénario en anglais. Il a ensuite travaillé pendant plus d'un an sur la traduction du script en tamoul[1].
- Avant l'aube est le premier film produit par le studio Khayum Studios. Il est le quatrième film indien à adopter le format sonore hollywoodien Auro 11.1 3D.

### Critiques
En regard du box-office, Avant l'aube a été largement acclamé par la critique. Il est évalué à 3,4/5 pour 3 critiques de presse sur Allociné.

« D'un côté une thématique nécessaire, celui de la prostitution infantile en Inde qui est bien exploitée, de l'autre un film d'action conventionnel desservi par une mise en scène trop clippesque. Ce long métrage n'en demeure pas moins une œuvre sincère qui mérite d'être découverte. »

— Nicolas Bonnes, aVoir-aLire.com, 29 avril 2014.

« "Avant l'aube" fonctionne ainsi sur un suspense classique tout autant que sur la description de la relation qui va unir, durant leur périple, la prostituée et l'enfant. La dernière partie du film, à la fois cauchemardesque et outrancière, achèvera de convaincre le spectateur (...). »

— Jean-François Rauger, Le Monde, 29 avril 2014.